# Sapopemba

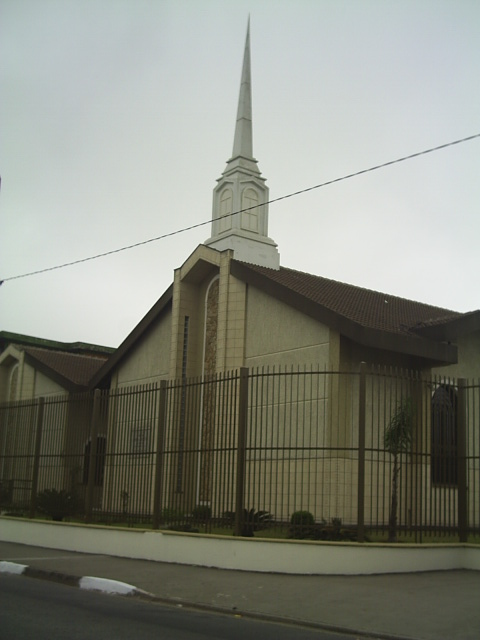
A Igreja de Jesus Cristo dos Santos dos Últimos Dias na Avenida Sapopemba

Sapopemba é um distrito situado na Parte Sudeste da Zona Leste do município de São Paulo, no Brasil. Foi criado pela Lei Estadual nº 4.954, de 27 de dezembro de 1985, após pedido apresentado a Assembleia Legislativa de São Paulo no mesmo ano.
Bairros de Sapopemba: Barreira Grande; Jardim Colorado; Jardim Barreira Grande; Jardim Porteira Grande; Vila Bancária; Vila Primavera; Conj. Hab. Vila Prudente; Vila Júlio; Vila Orlando; Vila União; Vila Nova; Vila Ester; Jardim Ana Rosa; Vila Brasil; Jardim Luzitano; Vila Sirene; Vila Virgínia; Vila Tolstói; Sapopemba; Vila Fátima; Jardim Soares; Vila Luso Brasileira; Jardim Clara Regina; Parque São Lourenço; Vila Guiomar; Jardim Amaro; Jardim Ângela; Jardim Mimar; Jardim Ivone; Jardim Iguaçu; Jardim Alzira; Cohab Vila Flórida; Jardim Iva; Parque Bancário; Jardim Grimaldi; Jardim Dona Sinhá; Jardim Paraguaçu; Conj. Res. Jardim Centenário; Parque Luís Mucciolo; Vila Portuguesa; Parque Lar Nacional; Conj. Hab. Teotônio Vilela; Jardim Sapopemba; Jardim Planalto; Parque Santa Madalena; Jardim Elba; Parque do Jardim Sapopemba (parte); Jardim Walquiria; Vila Renato; Jardim Adutora; Vila Cardoso Franco; Conj. Res. Sítio do Oratório; Jardim São Roberto; Conj.  Hab. Mascarenhas de Morais; Fazenda da Juta; Conj. Hab. Itaquera B2; Conj. Hab. Itaquera B3; Conj. Hab. do Juta.

## Topônimo
"Sapopemba" é um nome tupi que significa "raiz angulosa, com protuberâncias", através da junção dos termos sapó ("raiz") e pem ("anguloso, com protuberâncias").

## História
Foi oficialmente fundada em 26 de junho de 1910, sendo elevada à condição de distrito no ano de 1985, quando foi desmembrada de Vila Prudente. A história de Sapopemba está viva na memória de seus moradores mais antigos. O primeiro nome dado à região pelos imigrantes italianos foi Monte Rosso, devido à terra vermelha (rosso é um termo italiano que significa "vermelho"), própria para a agricultura e fabricação de telhas e tijolos. Depois veio o nome "Sapopemba", originário da árvore sapopema, espécie comum na Amazônia que desenvolve raízes de até dois metros de altura ao redor de seu tronco.
A árvore ficava no mesmo terreno onde hoje permanece uma enorme paineira. Não há registro do motivo pelo qual a árvore que deu nome ao bairro foi cortada, ainda nos anos 1960, e mantida a outra. Seu terreno abrigou por anos, no mês de maio, um parque de diversões que fazia parte das festividades anuais da igreja Nossa Senhora de Fátima e São Roque. Mais tarde, a feira livre dominical foi transferida da Avenida Londres (atual Avenida Israel da Fonseca) para aquele espaço, então asfaltado. Por fim, ali foi construído o Mercado Municipal do distrito, nomeado Antonio Gomes em homenagem a um político do bairro, tio de João Sanches Lazaro, morador do bairro de longa data — que relata, junto com a esposa Antonina Rodrigues Lazaro, essas curiosidades sobre o bairro, onde moram desde meados dos anos 1950.
Todavia, foram os portugueses os responsáveis pelo povoamento do bairro, que transformaram as grandes extensões de terras férteis em chácaras de plantação de verduras. Américo Colaço Secco, morador da região desde 1923, conta que os filhos sempre ajudaram no trabalho da roça: "Tudo o que plantávamos era vendido no mercado da Rua da Cantareira, próximo do Parque Dom Pedro", lembrando o tempo em que o local era todo de madeira.
Em 1950 a Família Guerreiro teve suma importância na população do Bairro, Raphael Guerreiro Garcia e Agustina Gomes Guerreiro, Espanhóis de Andaluzia, fizera grandes plantações em uma grande Sítio que pertencia a família, que produzia legumes e hortaliças, bem como na criação de Animais e com suas carroças começaram a fazer entregas de despesas mensais e assim se tornava uma venda, logo depois um Mercado que abastecia os moradores da Estrada de Sapopemba do trecho de Vila Diva até o trecho da Vila Guarani. Até hoje seus filhos e netos vivem na região.
José Annes é outro morador com história para contar. Ele diz que em 1924, durante os 28 dias da Revolução, foi expulso de casa com sua família pela artilharia carioca e mineira, e teve que fugir em carros de boi. Segundo Annes, a agricultura foi introduzida na região pelos imigrantes portugueses. "As pessoas que moravam aqui viviam de cortar as árvores que já existiam e vender os feixes de lenha para as padarias do Belém", afirma.
O evento mais importante da história de Sapopemba foi a chegada da imagem de Nossa Senhora de Fátima, vinda de Portugal em 1931. Encomendada por João Alves Pereira, a imagem só foi liberada pela alfândega depois que uma comissão de moradores pagou três contos de réis, valor de que Pereira não dispunha. "Cada um deu o que podia, mas todos contribuíram", conta Secco, filho de um dos integrantes da turma que pagou a taxa alfandegária.
Aí então uma procissão grandiosa levou a estátua da santa até Sapopemba. "O grupo que carregava a imagem partiu da Rua Padre Adelino, na Quarta Parada e outro saiu da Igreja de São Roque, onde hoje é a Paróquia de Nossa Senhora de Fátima e São Roque", afirma Annes, lembrando os momentos que viveu aos seus dezesseis anos. O encontro dos dois grupos aconteceu na Capela de Santa Cruz, na Estrada da Barreira Grande.
Mais tarde, ao lado da antiga Igreja de São Roque, foi erguido um santuário para a imagem da santa.

## Transporte

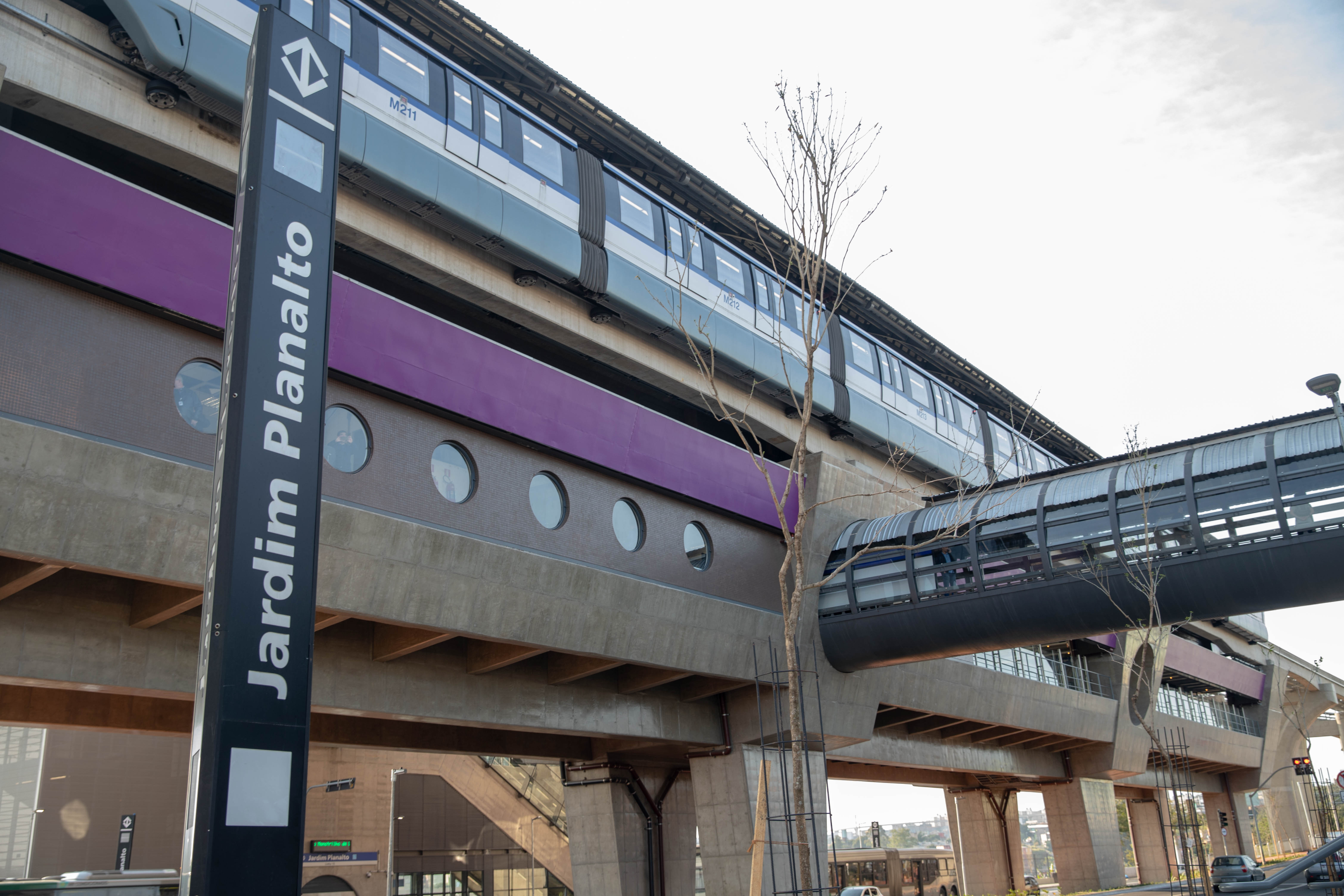
Estação Jardim Planalto da Linha 15–Prata do Metrô de São Paulo

O distrito é atendido pelo Terminal Sapopemba da SPTrans e por cinco estações do monotrilho, operado pelo Metrô de São Paulo|Metrô: Vila Tolstói, Vila União, Jardim Planalto, Sapopemba e Fazenda da Juta da Linha 15-Prata, a qual está integrada à Linha 2–Verde do Metrô.

## Educação

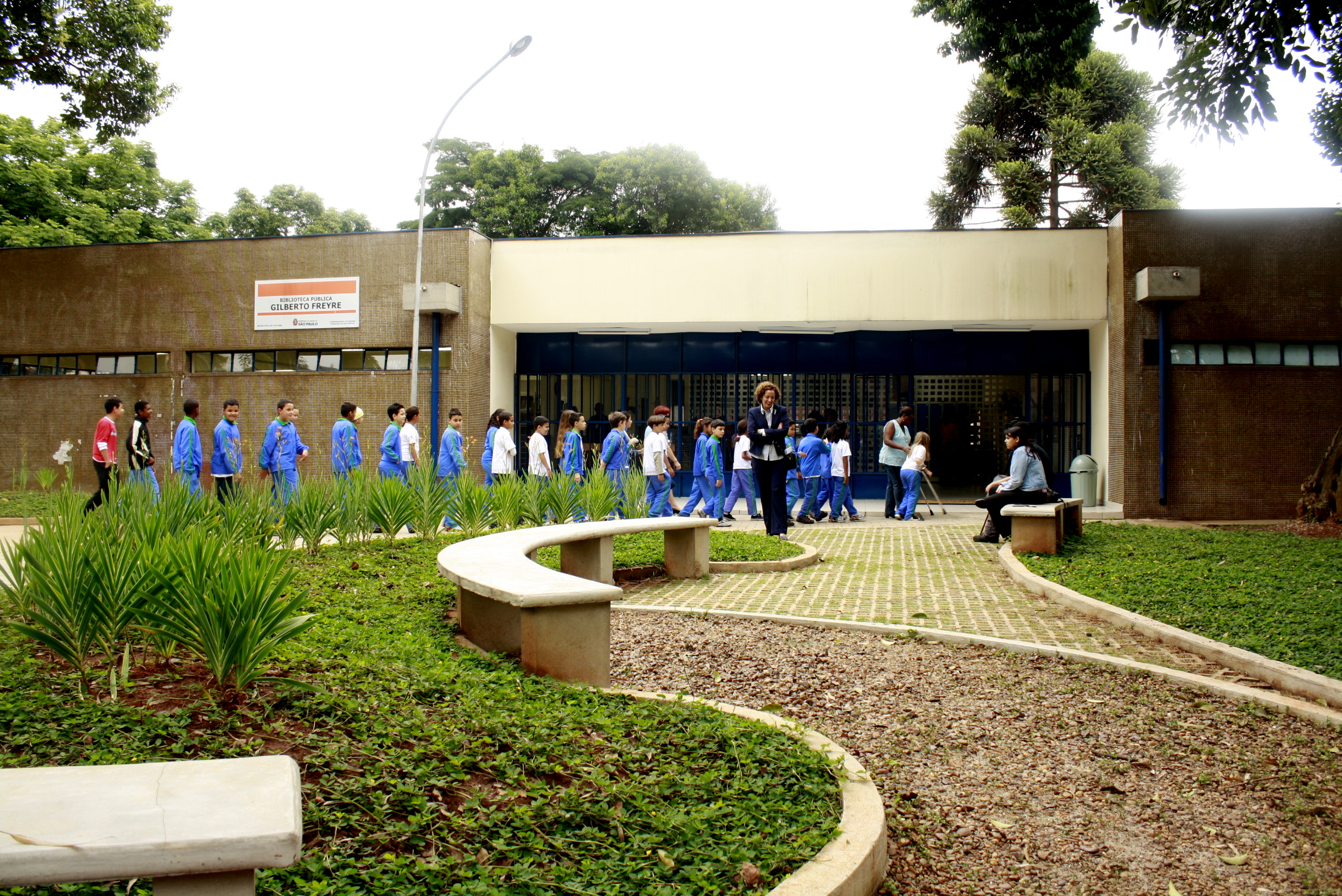
A biblioteca após sua reforma em 2008

De acordo com dados disponibilizados pela Secretaria da Educação do Estado de São Paulo, o distrito contempla mais de 50 instituições públicas de ensino.
Inaugurada em 1988 pelo prefeito Jânio Quadros, a Biblioteca Municipal Gilberto Freyre é a maior e mais importante da região. A biblioteca detém um acervo de mais de 16 mil livros de todos os níveis de ensino – fundamental, médio e superior.

## Demografia
Evolução demográfica do distrito de Sapopemba

## Cultura

### Festa de Nossa Senhora de Fátima
A tradicional Festa de Nossa Senhora de Fátima, realizada nos meses de maio durante os últimos 76 anos, era a data em que Paulino da Silva reservava para visitar seus parentes em Sapopemba. Morando em São Paulo desde 1957, quando deixou o interior paulista, Silva decidiu mudar-se para a região em 1981. "Sempre tive uma simpatia muito grande pelo bairro", garante ele.
Hebe Camargo - O mineiro Edivino José de Souza conta que devido à falta de qualquer tipo de transporte público em Sapopemba, sua mudança para a casa que comprara no bairro em 1952 teve que esperar alguns anos: "Só mudei em 1958 e, mesmo assim, tinha que ir de caminhão pau-de-arara até Água Rasa, onde tomava o bonde para o Centro", conta.
Souza lembra, com saudade, das paqueras na porta da igreja. "Depois da missa, os casais namoravam no Cine Sapopemba ou iam à 'cidade'", relembra. No centro, o destino era o auditório da Rádio Nacional. "Assistíamos ao programa da Hebe Camargo, às 20 horas, no domingo", revela sorridente.
O Cine Sapopemba, por sua vez, localizava-se na esquina da Avenida Sapopemba com a Rua Tolstói de Carvalho, com entrada em frente à baia destinada ao ponto final da linha de ônibus 451-Sapopemba/Parque D. Pedro II, então operada pela Companhia Auxiliar de Transportes Coletivos, e que depois teve sua numeração alterada para 3141 no final dos anos 1970, quando a Prefeitura de São Paulo remodelou todo o sistema de transporte de ônibus municipais. A linha 3141, em seguida, foi estendida até o bairro de São Mateus. Com o fechamento do cinema, seu prédio foi reformado para abrigar o Banco Bamerindus (hoje, HSBC), que anos antes abrira a primeira agência bancária do bairro e redondezas, na esquina da Avenida Sapopemba com a Rua Professor Vitor Miguel Romano.

### Carnaval
É o distrito das escolas de samba GRCES Combinados de Sapopemba e GRCES Tradição da Zona Leste.
Apesar do desenvolvimento da área, Sapopemba, o distrito mais próximo da periferia leste da cidade, mesmo estando a uma grande distância dos bairros periféricos, é um distrito horizontal de classes média e media baixa.
Devido à urbanização de seus bairros vizinhos estarem atingindo seu ponto máximo, a região está sendo alvo de uma forte especulação imobiliária, tornando-se um dos métros quadrados mais caros da região.

## Saúde
Na área da saúde, o distrito conta com inúmeros centros médicos.

## Distritos e municípios limítrofes
- São Lucas (Oeste)
- Vila Formosa (Noroeste)
- Aricanduva (Norte)
- São Mateus (Leste)
- Santo André (Sul)